# Jompo
Jompo is een bestuurslaag in het regentschap Purbalingga van de provincie Midden-Java, Indonesië. Jompo telt 1851 inwoners (volkstelling 2010).